# Vištytis
Vištytis (lengyelül: Wisztyniec; németül: Wystiten; jiddisül: ווישטינעץ) egy kisváros Marijampolė megyében, Litvánia délnyugati részén, az orosz és a lengyel határ közelében. 

## Fekvése
A város a Vištytis-tó északkeleti partján fekszik, az orosz határ mellett.

## Története

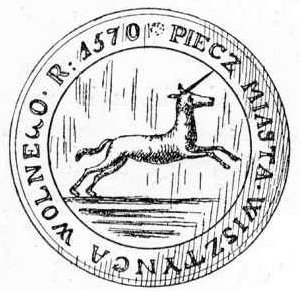
A város 16. századi címere

Vištytis-t a 16. század első felében alapították, a Porosz Hercegség határán. Az első írásos emlék a Vištytis birtokról 1538-ból származik. Ennek környékén gyorsan kezdett kialakulni egy település, amelyben litván, lengyel és német lakosok éltek együtt. 1570. szeptember 8-án II. Zsigmond Ágost, mint Litvánia nagyfejedelme, városi jogokat és címerhasználatot adományozott Vištytisnek. A város a Lengyel–Litván Unió királyi városai közé tartozott, és az első ilyen település volt a környéken. 
1589-ben Krzysztof Jeśman helyi vezető földet adott a zsidó közösségnek, hogy zsinagógát építhessenek.
1776-ban Vištytis elveszítette városi jogait, bár bizonyos közigazgatási feladatokat továbbra is ellátott, amint az 1785-ös és 1790-es feljegyzésekből tudjuk. A város képviselői részt vettek a Nagy szejm munkájában, és sikerrel jártak a városi jogok visszaszerzésében, bár királyi kiváltságot nem kaptak.
1795-ben, a Lengyelország Harmadik Felosztását követően, Poroszország annektálta a területet. 1807-ben a rövid életű Varsói Hercegség része lett, majd 1815 után a Vénekongresszus által létrehozott orosz uralom alatti Lengyelország része lett. A 19. században Vištytis egyik fő iparága a sörtekészítés volt. 
Az 1850-es évektől kezdve sok helyi zsidó Németországba, az Egyesült Államokba és Dél-Afrikába emigrált. 

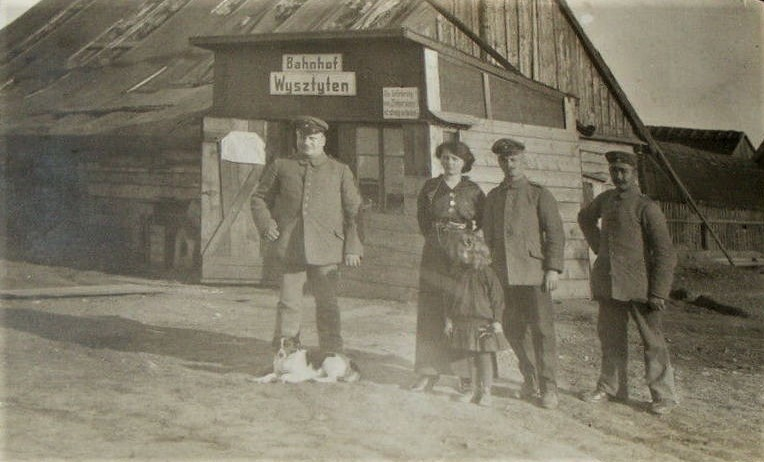
A település vasútállomása 1916-ban

Az első világháború alatt, 1915-ben, a várost súlyosan megrongálták az orosz csapatok. Az első világháború végén Lengyelország és Litvánia ismét független országként jött létre, és Vištytis sorsa vitatott volt. A helyi lengyelek egy városi bizottságot hoztak létre, melynek vezetője Józef Kałwajć volt, és több mint ezer aláírást gyűjtöttek be annak érdekében, hogy a várost Lengyelországhoz csatolják, Suwałki járáshoz tartozó területként. Ezzel szemben a helyi litvánok saját bizottságot szerveztek, amely Vilkaviškis járás fennhatóságát ismerte el. A két ellentétes hatalom egészen 1919 májusáig fennállt, amikor a litván milícia bevonult a városba, és kényszerítette a lengyel bizottság feloszlatását, valamint a litván közigazgatás elismerését. A helyi lengyelek továbbra is passzív ellenállást tanúsítottak.
1939-ben, a Molotov–Ribbentrop-paktum után, a területet a szovjet csapatok foglalták el. 1941. június 22-én, a Barbarossa hadművelet kezdetén a német Wehrmacht elfoglalta a várost. A Holokauszt során Vištytis zsidó lakosságát helyi kollaboránsok főleg helyben gyilkolták meg. A pontos áldozatszám nem ismert, de 200-400 zsidó lehetett a város mintegy ezer fős lakosságából. Először a férfiakat lőtték agyon, majd a nőket, a gyerekeknek pedig, hogy spóroljanak a lőszerrel, a városi park fáihoz verték a fejüket.
Később a szovjetek emlékművet állítottak az áldozatok tiszteletére a malom közelében, de a tábla nem említette, hogy az eltemetettek zsidók voltak. Később egy zsidó sírkő is került oda, amely ezt megemlítette.
1999. május 3-án a Litván Köztársaság elnöke megújította a város címerét.

## Galéria
- Malom
- Szentháromság-templom
- Malom
- Táborhely a város mellett
- Egy utca Vištytis-ben
- Látogatóközpont